# Copidognathus pseudosetosus
Copidognathus pseudosetosus är en kvalsterart som beskrevs av Newell 1949. Copidognathus pseudosetosus ingår i släktet Copidognathus och familjen Halacaridae. Inga underarter finns listade i Catalogue of Life.